# Èze
Éze (francouzská výslovnost [ez], italsky Eza) je obec ve Francii ležící v oblasti Francouzské riviéry spadající do departmentu Alpes-Maritimes v regionu Provence-Alpes-Côte d'Azur. Obec leží asi 8 km od Nice a 4 km západně od Monaka. Hlavní část obce označovanou jako Èze-Village představuje fotogenická středověká vesnička umístěnou na kuželovitém kopci 427m etrů nad hladinou Středozemního moře. Pod ní se nachází přímořská část obce zvaná Èze-sur-Mer. Podle údajů z roku 2022 v obci žije asi 2 150 stálých obyvatel, z nichž ale jen menšina opravdu pochází z tohoto regionu, neboť Èze představuje lukrativní polohu pro milionáře a turisty z celého světa.

## Historie
Historie osídlení sahá až do prehistorie, ale první doložené stopy patří Féničanům, kteří zde uctívali bohyni Isis. Později oblast ovládli Římané, po nich Arabové (10. století) a poté provensálští vládci. Ve středověku byla Éze opevněnou vesnicí patřící Janovské republice, strategicky významnou pro kontrolu pobřežních cest. V roce 1706 nechal francouzský král Ludvík XIV. zničit hradby a pevnost, aby zabránil jejich využití nepřáteli. Vesnice si však zachovala své úzké kamenné uličky, středověké domy a terasovité zahrady. Od 19. století začala přitahovat umělce, spisovatele a později i turisty.

## Přírodní podmínky
Éze je umístěna na strmém skalním ostrohu nad mořem, odkud se otevírá výhled na Azurové pobřeží. Podnebí je typické středomořské, s horkými suchými léty a mírnými, deštivějšími zimami. Díky jižní orientaci svahů a kamenité, dobře propustné půdě se zde daří olivovníkům, citrusům, levandulím, rozmarýnu i kaktusům. Okolní svahy porůstají také borové a dubové porosty. Terén je prudký a členitý, s terasovitými zahradami a stezkami, které spojují vesnici s pobřežím i okolními kopci masivu Alpes-Maritimes.

## Charakteristika obce
Historická vesnice Èze je mimořádně oblíbená u turistů z celého světa díky zachovalým křivolakým uličkám lemovaným kamennými domky, v nichž sídlí mnoho uměleckých galerii, řemeslných dílen, restaurací či kaváren. Jednou z dominant obce je barokní kostel Notre-Dame-de-l’Assomption se žlutou fasádou, většina turistů ovšem míří na samotný vrchol skalního ostrohu, na němž obec leží. Zde se totiž nachází Exotická zahrada (Jardin Exotique), která kromě množství cizokrajných rostlin, včetně kaktusů a sukulentů, a malého vodopádu nabízí panoramatické výhledy na krajinu Azurového pobřeží, zejména na nedaleký poloostrov Saint-Jean-Cap-Ferrat. Dalším turistickým lákadlem je místní výrobna a obchod vyhlášené parfumérie Fragonard, kde je možné si zaplatit exkurzi a sledovat, jak se vyrábějí perfémy a jiné kosmetické výrobky.
Přímořská část obce Éze-sur-Mer je pak spíše rezidenční oblastí s četnými vilami. Je umístěna na železnici vedoucí z Nice, takže její kamenitá pláž s několika restauracemi je pro návštěvníky snadno dostupná.

## Osobnosti
- Friedrich Nietzsche – německý filozof, který se zde často procházel a při pobytu v Éze údajně dokončil část svého díla Tak pravil Zarathustra. Na jeho počest je stezka spojující historickou vesnici na kopci s její přímořskou částí pojmenována Chemin de Nietzsche.[6]
- Walt Disney – americký tvůrce animovaných filmů, který zde pravidelně trávil dovolenou, a zároveň mu toto místo sloužilo jako inspirace pro jeho díla[7]
- Bono – zpěvák skupiny U2, který vlastní v Éze-sur-Mer vilu[8]